# NGC 1434
NGC 1434 je galaksija u zviježđu Eridan.

## Vanjske poveznice
- SEDS: NGC 1434